# ISO 10001
La norma ISO 10001 "Quality management -- Customer satisfaction -- Guidelines for codes of conduct for organizations, " in italiano "Gestione per la qualità - Soddisfazione del cliente - Linee guida per i codici di condotta delle organizzazioni", è una norma internazionale che fornisce una guida con lo scopo di indicare alle organizzazioni come pianificare, progettare, sviluppare, attuare, mantenere e migliorare codici di condotta relativi alla soddisfazione del cliente. Può essere applicata ai codici relativi ai prodotti, oppure contenenti promesse fatte ai clienti da parte di un'organizzazione riguardo al proprio comportamento, con l'obiettivo di accrescere la soddisfazione del cliente.

## Storia
La ISO 10001 è stata sviluppata dall'ISO/TC 176/SC 3 Supporting technologies, ed è stata pubblicata per la prima volta nel dicembre 2007 ed è stata confermata nell'attuale versione 2007 anche in seguito alla verifica condotta nel 2015 dall'ISO/TC 176/Sc3 in Italia è stata recepita ad ottobre 2008 come UNI ISO 10001.
L'ISO/TC 176/Sc 3 è stato costituito nell'anno 1989.

## Principali requisiti della norma
La ISO 10001 adotta uno schema in 8 capitoli nella seguente suddivisione:
- 1 Scopo
- 2 Norme di riferimento
- 3 Termini e definizioni
- 4 Principi guida
- 5 Quadro del codice
- 6 Pianificazione, progettazione e progettazione
- 7 Implementazione
- 8 Mantenimento e miglioramento